# Stelis tweediana
Stelis tweediana är en orkidéart som beskrevs av John Lindley. Stelis tweediana ingår i släktet Stelis och familjen orkidéer. Inga underarter finns listade i Catalogue of Life.